# José Ernesto Monzón
José Ernesto Monzón Reyna (Todos Santos Cuchumatán, 31 de diciembre de 1917 – Ciudad de Guatemala, 24 de septiembre de 2003) fue un compositor y cantautor guatemalteco.

## Biografía
Se desempeñó como catedrático de matemática, contabilidad y literatura, durante 18 años, mientras hacía su música nunca dejo sus estudios. Fue investigador de literatura folclórica y auxiliar de actividades culturales, de la Universidad de San Carlos de Guatemala. Su instinto musical le fue heredado de sus padres, ya que su mamá era maestra de formación musical y su padre tocaba la guitarra. En 1937 dio a conocer la canción El río limón o el todosantero. A partir de ese momento alternaría todas sus actividades con la composición musical.
Apodado El Cantor del Paisaje, algunas de las canciones más conocidas de Monzón son: Soy de Zacapa, Mi lindo Hoyaba,Barberena, Morazán, Canto a mi Guatemala, Madre, Así es Jalapa, Chimaltenango, La San juanerita, Cobán, Mañanitas chapinas, Livingston, Escuintla, Puerto San José, Santa Lucia Cotzumalguapa y La Frontera, entre otras.
En su juventud, encabezó una de las primeras huelgas estudiantiles en la escuela pública donde estudiaba. Participó en la Revolución de 1944 en Guatemala, y posteriormente apoyó a Jacobo Árbenz y a Juan José Arévalo, que ambos fueron presidentes del gobierno revolucionario. En 1981 realizó un viaje a Chile, Perú y Colombia. En 2003, pocos días antes de morir, el gobierno de Alfonso Portillo lo distinguió con el Premio Nacional Rafael Álvarez Ovalle por su labor como cantautor.
Apodado "el cantor del paisaje", Monzón cultivó la canción regional guatemalteca, escribiendo canciones para cada uno de los 22 departamentos de la República. Recurre para ello a la versificación simple y a los ritmos populares como el corrido, el bolero, el vals, el chotís, la guaracha o el son, acompañando su canto con la guitarra.

## Trayectoria
Monzón compuso 250 canciones, entre las que resaltan Soy de Zacapa, La San juanerita y Milagroso Señor de Esquipulas, entre otras (Mendizábal, 2014).
Como "El Grito" (Yo soy puro Guatemalteco)

## Logros
La Facultad de Humanidades le concedió el 12 de abril de 1984 el Emeritisimum, máxima distinción que brinda esta facultad a los no universitarios que por sus obras contribuyen a la cultura. Asimismo, recibió la Orden Presidencial en 1986, impuesta por el entonces presidente, Vinicio Cerezo. Un año después, la Municipalidad de Huehuetenango le entregó la Orden de Los Cuchumatanes y lo declaró hijo distinguido de esa ciudad.
En 1971 recibió la Monja Blanca de la APG, al declararlo el artista sobresaliente del año, y la Cruz al Mérito Artístico. En 1960, el entonces locutor de Radio Bolívar conocido como Juan Pueblo (Germán López Molina) lo bautizó como el Cantor del Paisaje, como se le recuerda.

## Una melodía para cada pueblo o ciudad
Su hija Brenda Zacnicté Monzón cuenta que en 1958 figuró en el programa de éxitos latinoamericanos difundido por la W. R. U. L., de Nueva York. Añade: “Mi papá le cantó a todos los departamentos del país. También compuso canciones para los países centroamericanos, y también como a México”.
La colección y sonorización que el Centro de Estudios Folklóricos de la Universidad de San Carlos ha realizado indica que en 1948 compone Milagroso Señor de Esquipulas, que 10 años después es presentada por la marimba Maderas de Mi tierra y el cantante Rodolfo Augusto Tejeda, en el III Festival Folklórico del Café, en Manizales, Colombia, donde el tema es declarado el mejor. Y es el himno de los peregrinos que veneran
esta imagen.

## Éxitos
Dentro de sus canciones más conocidas se encuentran:[cita requerida]
- La Sanjuanerita , 1939
- Canto A Mi Guatemala, 1944
- Otra Vez, 1947
- Milagroso Señor de Esquipulas, 1948
- Livingston, 1950
- Día de tu Santo ó Mañanitas guatemaltecas, 1955
- Volcán de Pacaya, 1955
- Puerto de San José, 1955
- Soy de Zacapa, 1957